# Chèo thuyền tại Đại hội Thể thao Đông Nam Á 2005
Chèo thuyền tại Đại hội Thể thao Đông Nam Á năm 2005 diễn ra từ ngày 28 tháng 11 đến 1 tháng 12 năm 2005 tại đập La Mesa Dam, hồ chứa Novaliches, thành phố Quezon, Metro Manila, Philippines. Chương trình thi đấu bao gồm 9 nội dung, trong đó 5 nội dung của nam và 4 nội dung của nữ. Đoàn chủ nhà Philippines và Thái Lan dẫn đầu môn chèo thuyền với 3 huy chương vàng cho mỗi đoàn.

## Bảng huy chương
| Hạng               | Đoàn               | Vàng | Bạc | Đồng | Tổng số |
| ------------------ | ------------------ | ---- | --- | ---- | ------- |
| 1                  | Philippines (PHI)  | 3    | 1   | 3    | 7       |
| 2                  | Thái Lan (THA)     | 3    | 1   | 0    | 4       |
| 3                  | Indonesia (INA)    | 2    | 4   | 2    | 8       |
| 4                  | Việt Nam (VIE)     | 1    | 2   | 1    | 4       |
| 5                  | Singapore (SIN)    | 0    | 1   | 1    | 2       |
| 6                  | Myanmar (MYA)      | 0    | 0   | 2    | 2       |
| Tổng số (6 đơn vị) | Tổng số (6 đơn vị) | 9    | 9   | 9    | 27      |

## Tóm tắt kết quả

### Nam
| Nội dung                          | Vàng                                                             | Bạc                                                                         | Đồng                                                      |
| --------------------------------- | ---------------------------------------------------------------- | --------------------------------------------------------------------------- | --------------------------------------------------------- |
| Thuyền đơn                        | Ruthtanaphol Theppibal · Thái Lan                                | Lasmin · Indonesia                                                          | Jose Rodriguez · Philippines                              |
| Thuyền đôi không có người cầm lái | Philippines · Benjamin Tolentino · Jose Rodriguez                | Indonesia · Agus Budi Aji · Iswandi                                         | Việt Nam · Hoàng Đức Tân · Nguyễn Hoàng Anh               |
| Thuyền bốn không có người cầm lái | Indonesia · Agus Budi Aji · Aldino Maryandi · Rodiaman · Iswandi | Philippines · Joel Bagsabas · Nilo Cordova · Alvin Amposta · Nestor Cordova | Myanmar · Thaung Win · Than Aung · Zaw Min · Shwe Hla Win |
| Thuyền đơn hạng nhẹ               | Benjamin Tolentino · Philippines                                 | Phan Thanh Hào · Việt Nam                                                   | Roozaimy Omar · Singapore                                 |
| Thuyền đôi hạng nhẹ               | Philippines · Benjamin Tolentino · Alvin Amposta                 | Thái Lan · Ruthtanaphol Theppibal · Anupong Thainjam                        | Indonesia · Jamaludin · Anang Mulyana                     |

### Nữ
| Nội dung                          | Vàng                                                      | Bạc                                       | Đồng                                                 |
| --------------------------------- | --------------------------------------------------------- | ----------------------------------------- | ---------------------------------------------------- |
| Thuyền đơn                        | Pere Koroba · Indonesia                                   | Elsie Lim Kim Hiok · Singapore            | Nida Cordova · Philippines                           |
| Thuyền đôi không có người cầm lái | Việt Nam · Đặng Thị Thắm · Mai Thị Dung                   | Indonesia · Rita · Susilowati             | Philippines · Nida Cordova · Maria Concepcion Fornea |
| Thuyền đơn hạng nhẹ               | Phuttharaksa Neegree · Thái Lan                           | Pere Koroba · Indonesia                   | Myint Myint Htwe · Myanmar                           |
| Thuyền đôi hạng nhẹ               | Thái Lan · Bussayamas Phaengkathok · Phuttharaksa Neegree | Việt Nam · Hiền Phạm Thị · Nguyễn Thị Thị | Indonesia · Femy Batuwael · Ratna                    |